# よそ者 (佐竹一彦)
『よそ者』（よそもの）は、佐竹一彦による推理小説。
テレビ東京系でテレビドラマ化。

## 登場人物
日丸
警察大学校教授。
藤山まゆみ
捜査二課巡査部長。一色温泉に泊まって論文を書き上げるという、日丸教授の助手を命じられる。

## テレビドラマ
『警察大学校 日丸教授の事件ノート』は、2003年から2014年までテレビ東京・BSジャパン共同制作で放送されたシリーズ。全2回。主演は小林稔侍。
第1作のタイトルは『警視正・日丸教授の事件ノート よそ者』。
放送枠は「女と愛とミステリー」（第1作）、「水曜ミステリー9（第2期）」（第2作）。

### キャスト

#### 主人公
日丸慶蔵
演 - 小林稔侍
警察大学校刑事教養部の教授。階級は警視正。警視庁時代に手がけた事件以来足が不自由で杖をついている。大滝小学校に3年程いた（第1作）。

#### ゲスト
第1作「悪い奴は眠らせない！平家伝説秘境の湯の里殺人者は密かに笑う!? 15年前の完全犯罪に挑む老刑事と新米婦警」（2003年）
- 藤山まゆみ（徳島県警大滝警察署刑事課 巡査部長） - 純名りさ
- 近松雄太郎（谷の助手・小沢酒販店 元店主） - 金田明夫
- 東山浩一（徳島県警本部 刑事部長・警視正） - 神保悟志
- 相沢誠司（徳島県警大滝警察署刑事課 課長・警部） - 荒木しげる
- 梶山清（整骨院経営者・元警部） - 山西道広
- 桜木久美（徳島県警本部捜査一課 警部補） - 小林千晴
- 後藤辰雄（15年前の強盗殺人犯・去年出所） - 東田達夫
- 槙アヤメ（祖谷渓温泉ホテル「秘境の湯」女将・日丸の大滝小学校の同級生） - 藤田弓子
- 小沢庸子（雄太郎の妻・15年前死亡） - 金子珠美
- 谷（谷酔窯元 主人） - 松尾勝人
- 藤山孝男（まゆみの父・元刑事・病死） - 谷口高史
- 風間昭二（弁当会社「風間ケータリングサービス」社長） - 徳井優
- 栗林厚（徳島県警大滝警察署 署長・警視） - 深水三章
- 阿久津一義（徳島県警本部捜査一課 管理官・警部） - 西田健
- 並木賢（徳島県警本部捜査一課長・警視・日丸の警察大学校の同期） - 小野寺昭
- 藤山澄江（まゆみの母・藤山の妻） - 市毛良枝

第2作「“よそ者”教授が挑む闇に葬られた完全犯罪！10年前の3つの過ち……飛騨春慶塗に隠された哀しき真実！」（2014年）
- 寺西杏子（岐阜県警岐阜城南警察署刑事課 刑事） - 平愛梨
- 尾崎修司（飛騨春慶 塗り師・護の高校の同級生） - 姜暢雄
- 平岡直（岐阜県警本部捜査一課 管理官・警視） - 佐戸井けん太
- 香田陽平（岐阜県議会議員・護の高校の同級生） - 小林健
- 滝川護（不動産業者・千鶴の息子） - 斉藤陽一郎
- 安原憲吾（金融会社「スマイルローン」社長・護の中学高校の同級生） - 和泉宗兵
- 渡辺（岐阜県警岐阜城南警察署刑事課 主任） - 関貴昭
- 川田（岐阜県警岐阜城南警察署刑事課 刑事） - 大石昭弘
- 守口薫（飛騨春慶 木地師・千鶴の里子） - 青山倫子
- 尾崎礼子（修司の母・10年前オレオレ詐欺に巻き込まれ刺殺） - 毛利まこ
- 尾崎（修司の父・飛騨春慶の職人・去年の夏死亡） - 浅田祐二
- 佐伯（警察大学校の生徒） - 石川典佳
- 時田義男（薫の弟・10年前ひき逃げされ死亡） - 石田直也
- 高校生 - 吉村秀太
- 女子高生 - 山下千晶
- リポーター - 野上優子
- 千鶴の亡き娘 - 花田鼓
- 犬飼繁（岐阜県警岐阜城南警察署 刑事課長・警部・日丸の教え子） - 梨本謙次郎
- 榛原幸子（居酒屋「さっちゃん」女将） - 藤田弓子
- 三木徹（岐阜県警本部長・警視監） - 中原丈雄
- 滝川千鶴（瀧川旅館 女将） - 仁科亜季子

### スタッフ
- 原作 - 佐竹一彦
- 脚本 - 渡辺善則、吉川次郎
- 音楽 - 渡辺博也
- 監督 - 大原誠、吉田啓一郎
- 統括プロデューサー - 佐々木彰
- プロデューサー - 小川治、佐々木淳一
- 製作協力 - 松竹京都映画（第1作） → 松竹撮影所（第2作）
- 製作 - テレビ東京、BSジャパン、松竹

### 放送日程
| 話数 | 放送日        | サブタイトル                                                                                         | 脚本     | 監督       |
| ---- | ------------- | --- | -------- | ---------- |
| 1    | 2003年9月14日 | 悪い奴は眠らせない！ 平家伝説秘境の湯の里殺人者は密かに笑う!? 15年前の完全犯罪に挑む老刑事と新米婦警 | 渡辺善則 | 大原誠     |
| 2    | 2014年7月09日 | “よそ者”教授が挑む闇に葬られた完全犯罪！ 10年前の3つの過ち……飛騨春慶塗に隠された哀しき真実！         | 吉川次郎 | 吉田啓一郎 |